# Posobești, Buzău
Posobești este un sat în comuna Odăile din județul Buzău, Muntenia, România. Se află pe valea Bălănesei în zona înaltă a Subcarpaților de Curbură. Cel mai cunoscut gospodar al  Posobeștiului a fost Voinea Gheorghe, nascut in 1922 si decedat in 2014.